# Tarcza Antykryzysowa
Tarcza antykryzysowa – polski program rozwiązań rządowych wprowadzanych w związku z pandemią COVID-19 w Polsce.
Pierwsza wersja tarczy weszła w życie 1 kwietnia 2020, natomiast druga 17 kwietnia 2020. Wprowadzenie pakietu miało na celu wsparcie gospodarki, przedsiębiorstw i osób zatrudnionych podczas trwania pandemii.

## Założenia i elementy
Pierwsza wersja tarczy antykryzysowej zawiera:
rozwiązania dla przedsiębiorców:
- rozwiązania nakierowane na uelastycznienie zatrudnienia,
- dofinansowanie wynagrodzeń pracowników objętych przestojem ekonomicznym lub obniżonym czasem pracy,
- dofinansowanie do wynagrodzeń pracowników – dodatkowe wsparcie dla mikro, małych i średnich przedsiębiorstw, które zanotowały wysoki spadek obrotów (dotyczy podmiotów zatrudniających do 249 osób, którzy odnotują wysoki spadek obrotów (co najmniej 30% spadku sprzedaży w przynajmniej dwóch następujących po sobie miesiącach w 2020 roku w porównaniu do analogicznych miesięcy w 2019 roku)),
- dofinansowanie kosztów działalności gospodarczej przedsiębiorców będących osobami fizycznymi, niezatrudniającymi pracowników (dotyczy podmiotów zatrudniających do 249 osób, którzy odnotują wysoki spadek obrotów (co najmniej 30% spadku sprzedaży w przynajmniej dwóch następujących po sobie miesiącach w 2020 roku w porównaniu do analogicznych miesięcy w 2019 roku)),
- dofinansowanie do wynagrodzeń pracowników zatrudnionych w organizacjach pozarządowych i innych podmiotach prowadzących działalność pożytku publicznego,
- zwolnienie prywatnych podmiotów gospodarczych, zatrudniających do 9 osób, z opłacania składek ZUS za marzec, kwiecień, maj 2020[3],
- pożyczki dla mikroprzedsiębiorców w kwocie do 5000 zł,
- dodatkowe dofinansowania dla przedsiębiorców zatrudniających osoby niepełnosprawne,
- ulga w opłacaniu składek (dla wszystkich podmiotów je opłacających) bez opłaty prolongacyjnej – odroczenie terminu płatności lub rozłożenie na raty należności z tytułu składek,
- przesunięcia terminów:
  - płatności zaliczek na podatek dochodowy,
  - płatności podatku od przychodów z budynków,
  - wnoszenia opłat z tytułu przekształcenia prawa użytkowania wieczystego w prawo własności,
  - wnoszenia opłat z tytułu użytkowania wieczystego,
  - dotyczących raportowania schematów podatkowych, w tym zawieszenie rozpoczętych terminów,
  - składania nowego pliku JPK_VAT,
  - stosowania nowej matrycy stawek VAT,
  - (wydłużenie terminu) na złożenie zawiadomienia o dokonaniu zapłaty na rachunek niezamieszczony w wykazie podatników VAT
  - zawarcia umowy o zarządzanie PPK i umowy o prowadzenie PPK,
  - zgłoszenia informacji o beneficjentach rzeczywistych do Centralnego Rejestru Beneficjentów Rzeczywistych (CRBR),
  - na złożenie zawiadomienia o dokonaniu zapłaty na rachunek niezamieszczony w wykazie podatników VAT,
  - na sporządzanie dokumentów ewidencji odpadów w formie papierowej,
  - na złożenie informacji o cenach transferowych (TP-R),
  - rejestracji pojazdu oraz zgłoszenia zmiany właściciela pojazdu,
  - składania wniosków o udzielenie zezwoleń pobytowych, przedłużenie wizy oraz przedłużenie pobytu w ramach ruchu bezwizowego, jeżeli wypadałby w okresie stanu zagrożenia epidemicznego lub stanu epidemii (ustawa o cudzoziemcach),
  - składania sprawozdań, oświadczeń i raportów, o których mowa w ustawie o biokomponentach i biopaliwach ciekłych,
  - na pierwsze wytworzenie/sprzedaż energii, o którym mowa w ustawie o odnawialnych źródłach energii,
- odroczenie poboru podatku od sprzedaży detalicznej,
- możliwość odliczenia straty z 2020 r. od dochodu,
- możliwość odliczenia darowizn od dochodu,
- zwolnienie ze stosowania przepisów dotyczących tzw. złych długów do zaliczek na podatek w 2020 r.,
- możliwość czasowego odstąpienia przez małych podatników od opłacania zaliczek w formie uproszczonej,
- podwyższenie limitów zwolnień przedmiotowych w PIT,
- zwolnienie z PIT
- i innych,
- umożliwienie bankom zmiany warunków lub terminów spłaty kredytów i pożyczek (ważne dla segmentu MŚP),
- gwarancje dla dużych i średnich przedsiębiorstw,
- ułatwienia w kredycie na innowacje technologiczne,
- ubezpieczenia eksportowe,
- szereg zmian dotyczących spółki z ograniczoną odpowiedzialnością (sp. z o.o.) i spółki akcyjnej (SA),
- zmiany dotyczące działania organów spółdzielni,
- zmiany w funkcjonowaniu wymiaru sprawiedliwości,
- zmiany ważne dla niektórych rodzajów działalności i branż:
  - budownictwo (m.in. ułatwienie inwestycji budowlanych),
  - transport (m.in. zezwolenia na wykonywanie przewozów),
  - gospodarka odpadami (m.in. możliwość unieszkodliwienia odpadów medycznych poza spalarniami odpadów niebezpiecznych)
  - handel (m.in. złagodzenie zakazu handlu w niedzielę (zaopatrzenie sklepów)); czasowe wygaśnięcie zobowiązań stron umowy używania powierzchni handlowej,
  - najem lokali (m.in. możliwość jednostronnego przedłużenia terminu wypowiedzenia umowy najmu lokalu mieszkalnego lub wysokości czynszu),

dla osób zatrudnionych:
- świadczenia postojowe dla osób samozatrudnionych oraz zatrudnionych w oparciu o umowy cywilnoprawne[4],
- dodatkowy zasiłek opiekuńczy,
- zasiłek chorobowy dla osób zobowiązanych do kwarantanny,
- wydłużenia terminów:
  - ważności orzeczeń lekarskich o niezdolności do pracy wydanych przez lekarza orzecznika lub komisję lekarską ZUS,
  - orzeczenia o okolicznościach uzasadniających ustalenie uprawnień do świadczenia rehabilitacyjnego wydanego przez lekarza orzecznika lub komisję lekarską ZUS,
  - ważności orzeczeń o niepełnosprawności oraz orzeczeń o stopniu niepełnosprawności,
  - orzeczeń lekarskich wydanych w ramach wstępnych, okresowych i kontrolnych badań lekarskich,

inne:
- zmiany w umowach w sprawie zamówień publicznych,
- zmiany w kredycie konsumenckim,
- wyłączenie odpowiedzialności zamawiających, w tym zamawiających sektorowych, za odstąpienie od ustalenia i dochodzenia od wykonawców należności.

## Tarcza antykryzysowa 2.0
Druga wersja ustawy poszerzyła rozwiązania przyjęte 1 kwietnia 2020 także dla nowo założonych przedsiębiorstw, tj. zarejestrowanych pomiędzy 1 lutego a 1 kwietnia tego roku. Zawierała również zwolnienia z opłacania składek ZUS niezależnie od przychodu dla osób samozatrudnionych oraz poszerzyła zakres podmiotów zwolnionych z ich opłacania z przedsiębiorstw zatrudniających do 9 osób do podmiotów zatrudniających do 49 osób (podmioty zatrudniające od 10 do 49 osób zwolnione są jednak z 50% łącznej kwoty nieopłaconych należności z tytułu składek).